# Adelaide Årman
Jaquette Matilda Georgina Adelaide Årman, född 2 oktober 1845 på Östra Rynninge herrgård, Stora Mellösa socken, Örebro län, död 13 december 1934 i Helgesta församling, Södermanlands län, var en svensk tecknare. Hon var faster till Carl och Raoul Årmann.
Hon var dotter till översten Nils Gabriel Årmann och friherrinnan Augusta Maria Charlotta Cederström. Om Årmans utbildning finns inga kända uppgifter men man vet att hon var verksam som tecknare och illustratör, bland annat illustrerade hon Nils Gabriel Djurklous bok Unnarsboarnes seder och lif efter Lasses i Lassabergs anteckningar.